# Grundlag
En grundlag, konstitution eller statsförfattning, är en lagsamling som utgör de grundläggande formella normerna i en stat, beslutade av den eller de som innehar den politiska makten. Grundlag skiljer sig från lag genom att i allmänhet vara kringgärdad av sådana procedurregler att en ändring är omständligare att få till stånd; t.ex. måste godkännas av två på varandra följande riksdagar med val emellan.
Grundlag kallas även statsförfattning eller, om den kommit till stånd i form av ett av den makthavande utfärdat frihetsbrev, charta. Konstitution är en kodifierad uppsättning regler antagna av ett konstitutionellt konvent som bestämmer gränserna för den lagstiftande, den verkställande och den dömande maktens befogenheter i statsskicket.

## Olika länders grundlagar
Sveriges grundlagar är fyra till antalet: regeringsformen (1974) (RF), successionsordningen (1810) (SO), tryckfrihetsförordningen (1949) (TF) och yttrandefrihetsgrundlagen (1991) (YGL). De två sistnämnda benämns ofta de två s.k. mediegrundlagarna eftersom de ger grundlagsskydd för vissa medier och publiceringar.
Även Finland hade tidigare flera grundlagar, men 2000 infördes en enda, Finlands grundlag, som ersatte 1919 års regeringsform och övriga grundlagar.
I Danmark fick man en grundlag efter enväldets avskaffande 1848. Den har reviderats flera gånger, senast 1953, se vidare Danmarks Riges Grundlov.
Ofta föregår praxis ändringen av grundlag, så hade till exempel Gustaf VI Adolf i praktiken ingen politisk makt, fastän 1809 års regeringsform som då ännu gällde, stadgade att "Sveriges rike skall styras af en konung och vara ett arfrike" (1809 RF §1). Sådan praxis som i sig anses ha grundlags värde brukar kallas konstitutionell praxis.
Det finns emellertid länder med ej skriven grundlag. Storbritanniens författning anses i allmänhet som det bästa exemplet härpå. I teorin kan det brittiska parlamentet fatta i princip vilket beslut som helst, utan att hindras av grundlagen. I praktiken begränsas dock den offentliga makten av en rad historiska beslut, såsom Magna Charta, av konstitutionell praxis och av "Common Law", den huvudsakliga engelska rättskällan, med principer som "habeas corpus".

## Innehållet i en grundlag
Följande brukar vara viktiga beståndsdelar i en grundlag:
1. Regler om hur grundlagen kan ändras. Normalt ska en grundlag vara svårare att ändra än vanlig lag.
2. Uppdelning av maktbefogenheter. I en stat med maktdelningsprincipen som regel brukar verkställande makt, lagstiftande makt och dömande makt vara åtskilda. I en stat med parlamentarisk styrelseform brukar maktbefogenheterna för president eller monark vara ceremoniella, det vill säga egentligen saknas; all verklig makt ligger istället i parlamentet
3. Undantagsregler; i vissa stater kallat presidentstyre eller undantagstillstånd - detta betyder att vanliga fri- och rättigheter kan upphävas under en tillfällig period, och att den högste makthavaren då har mycket större befogenheter än normalt.
4. Grundreglerna för hur de ledande posterna i staten skall tillsättas, såsom statschef, regeringschef, parlament och de högsta domarna. I en monarki brukar således anges i en grundlag på vilket sätt tronen kan ärvas, jfr successionsordning, agnatisk tronföljd resp. kognatisk tronföljd, medan det i en republik finns regler för hur man väljer president.
5. Medborgarnas fri- och rättigheter anges normalt i en grundlag.
6. Grunden för den offentliga makten anges; folksuveränitetsprincipen, maktdelningsprincipen, gudomlig rätt e.dyl.